# Liste der Stolpersteine in Midtjylland

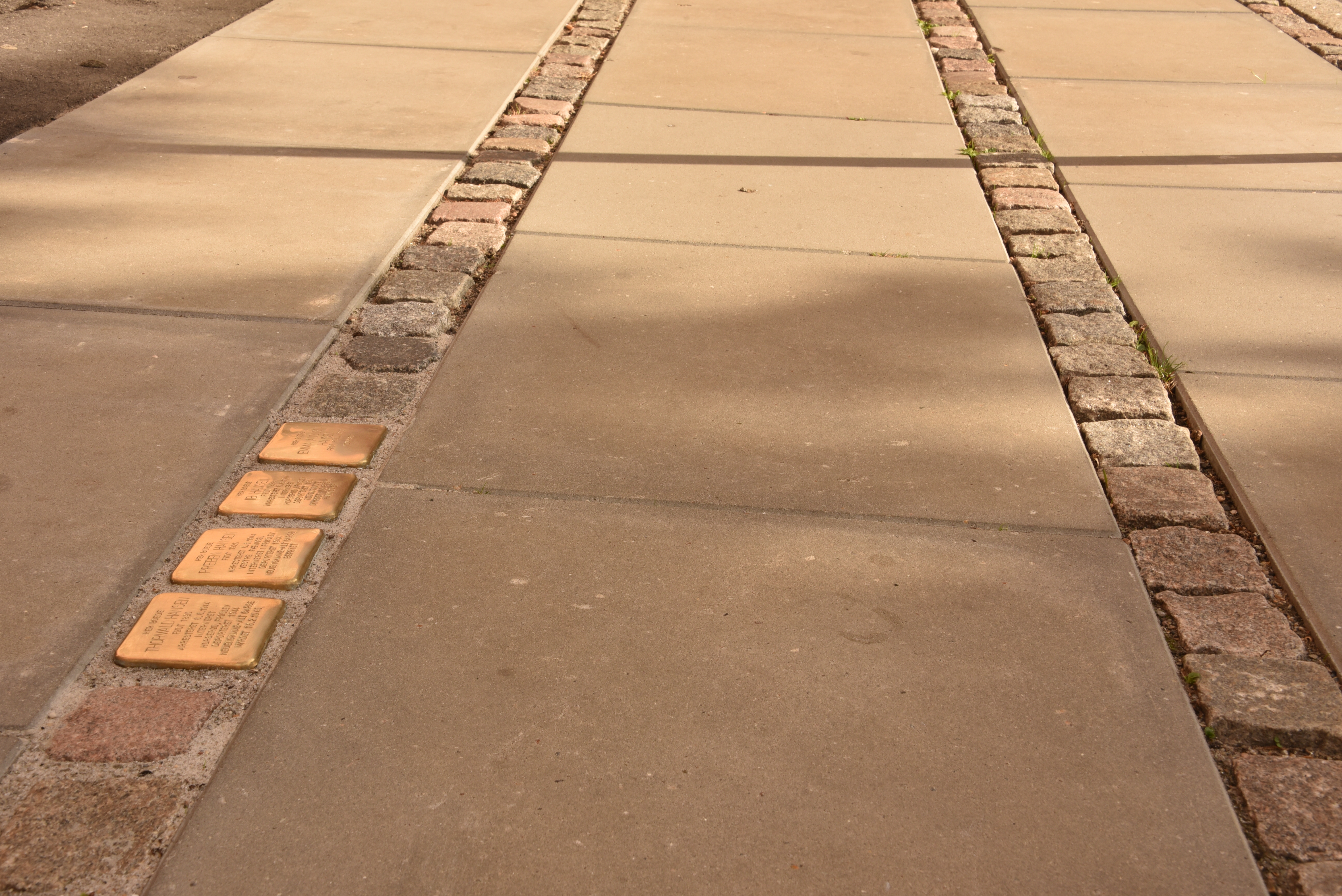
Stolpersteine in Aarhus

Die Liste der Stolpersteine in Midtjylland enthält die Stolpersteine, die in der dänischen Region Midtjylland verlegt wurden. Stolpersteine erinnern an das Schicksal der Menschen, die von den Nationalsozialisten ermordet, deportiert, vertrieben oder in den Suizid getrieben wurden. Die Stolpersteine wurden vom deutschen Künstler Gunter Demnig konzipiert und werden von ihm in der Regel selbst verlegt. Die Stolpersteine liegen zumeist vor dem letzten selbstgewählten Wohnort des Opfers.
Die ersten Stolpersteine dieser Region wurden am 30. August 2022 vom Künstler selbst in Aarhus verlegt, der größten Stadt von Midtjylland.

## Verlegte Stolpersteine

### Aarhus
In Aarhus wurden vier Stolpersteine für die im Widerstand gegen die deutsche Besatzung tätige Familie Hansen verlegt.
| Stolperstein | Übersetzung | Verlegeort    | Name, Leben |
| ------------ | --- | ------------- | --- |
|              | HIER WOHNTE EMMA AUGUSTA HANSEN GEB. HOLM 1903 GEDEMÜTIGT                                                                                     | Vestergade 84 | Emma Augusta Hansen (1903–1993) war seit 1923 mit Thorwald Christian Hansen verheiratet, mit dem sie die beiden Söhne Preben und Ib hatte. Nach der Verhaftung ihres Mannes und ihrer Söhne setzte sie die Arbeit am Aarhus Ekko fort. |
|              | HIER WOHNTE IB HANSEN GEB. 1928 VERHAFTET 6.6.1944 INTERNIERT HORSERØD, FRØSLEY DEPORTIERT 1944 NEUENGAMME ERMORDET 15.3.1945 HANNOVER        | Vestergade 84 | Ib Hansen (1928–1945) nahm bei seinem Vater Malunterricht. Er galt als großes Talent und hatte bereits 1942 an der Kunstnernes Efterårsudstilling teilgenommen. Wie sein Bruder beteiligte er sich am Druck der illegalen Zeitung Aarhus Ekko. Mit Vater und Bruder wurde er von dem Aktmodell Grethe Bartram denunziert und am 6. Juni 1944 verhaftet und zunächst ins Lager Horserød gebracht und von dort ins Internierungslager Frøslev. Er war mit 16 Jahren der Jüngste, der nach Deutschland deportiert wurde, und starb nur einen Monat nach seinem 17. Geburtstag als Zwangsarbeiter im KZ Hannover-Stöcken an einer Bleivergiftung. |
|              | HIER WOHNTE PREBEN HANSEN GEB. 1925 VERHAFTET 6.6.1944 VESTRE FÆNGSEL INTERNIERT IN FRØSLEY DEPORTIERT 1944 NEUENGAMME-ALT GARGE BEFREIT      | Vestergade 84 | Preben Hansen (1925–2000), der ältere Sohn von Thorvald Christian und Emma Hansen, war Maler und Bildhauer. Er hatte 1943 seine ersten Arbeiten als Bildhauer bei der Kunstnernes Efterårsudstilling ausgestellt, legte dann aber seinen Schwerpunkt auf die Malerei. Mit Vater und Bruder wurde er von dem Aktmodell Grethe Bartram denunziert und am 6. Juni 1944 verhaftet. Er überlebte das KZ und studierte nach dem Krieg in Paris. Später war er Lehrer an der Jyske Kunstakademi. |
|              | HIER WOHNTE THORVALD HANSEN GEB. 1895 VERHAFTET 6.6.1944 INTERNIERT HORSERØD, FRØSLEY DEPORTIERT 1944 NEUENGAMME-ALT GARGE ERMORDET 16.2.1945 | Vestergade 84 | Thorvald Christian Hansen (1895–1945) machte als Sohn eines Malers ebenfalls eine Malerlehre und entwickelte autodidaktisch einen eigenen Stil als Kunstmaler, nachdem er zunächst mit verschiedenen Stilen experimentiert hatte. 1930 beteiligte er sich zum ersten Mal an der Kunstnernes Efterårsudstilling. Als Mitglied der Danmarks Kommunistiske Parti gab er die Zeitung Aarhus Ekko heraus. Ab 1942 zeichnete er Pläne deutscher Flugplätze und Befestigungsanlagen. Anfang Juni 1944 wurden Hansen und seine Söhne von der 19-jährigen Grethe Bartram, die als Aktmodell arbeitete und aufgrund ihrer engen familiären Verbindungen zur kommunistischen Widerstandsbewegung in Aarhus das Vertrauen der Künstler besaß, an die Gestapo verraten. Bartram denunzierte insgesamt über fünfzig Kommunisten, darunter auch ihren Mann und ihren Bruder. Nach seiner Festnahme und Deportation starb er am 16. Februar 1945 im KZ Neuengamme angeblich an einem Herzinfarkt. |

## Verlegedatum
- 30. August 2022